# Océane Sercien-Ugolin
Oceane Sercien-Ugolin (Cherbourg-Octeville, 15 december 1997) is een Franse handbalspeler die lid is van het Franse nationale team.

## Carrière

### Club
Sercien-Ugolin werd geboren in Cherbourg-Octeville. Toen ze ongeveer anderhalf jaar was verhuisde ze met haar familie naar Fontenay-aux-Roses, waar ze handbal leerde spelen. Na in het seizoen 2012/13 voor Handbal Club d'Antony te hebben gespeeld, stapte ze over naar Issy Paris Hand. In 2016 tekende ze een profcontract bij Issy Paris Hand. Een jaar later, verloor ze met die ploeg met 29-33 de Franse bekerfinale van Metz Handball. Met ingang van seizoen 2018/19 doopte de club zichzelf om tot Paris 92. In de zomer van 2020 maakte ze een transfer naar Sloveense eredivisieclub Rokometni Klub Krim. Met Rokometni Klub Krim won ze het Sloveense kampioenschap in 2021 en 2022 en de Sloveense beker in 2022. Ze speelde twee seizoenen (2022/23 en 2023/24) bij de Noorse topploeg Vipers Kristiansand, waarmee ze een keer Europees kampioen en tweemaal Noors kampioen en bekerwinnaar werd. Daarna stapte ze over naar de Hongaarse club Debreceni VSC.

### Nationaal team
Océane Sercien-Ugolin doorliep diverse Franse jeugd- en juniorenteams. Met deze selectieteams nam ze deel aan het EK U-17 2013, het wereldkampioenschap U-18 2014, het EK U-19 2015 en het wereldkampioenschap 2016 U-20.
Océane Sercien-Ugolin debuteerde op 29 september 2019 voor het seniorenteam van Frankrijk in een wedstrijd tegen IJsland. In hetzelfde jaar zat Sercien-Ugolin in de Franse WK-selectie. Ze maakte in dat toernooi in totaal zes doelpunten maakte in zeven wedstrijden. Een jaar later won ze de zilveren medaille op het EK. Bij de Olympische Spelen van Tokyo 2021, maakte ze deel uit van de gouden Franse ploeg. Sercien-Ugolin, die later in het toernooi de geblesseerde Alexandra Lacrabère verving in de Franse ploeg, scoorde 13 doelpunten in 6 wedstrijden. In datzelfde jaar won ze de zilveren medaille op de wereldkampioenschappen.